# Église Saint-Pierre de Faverolles (Aisne)
L'église Saint-Pierre est une église située à Faverolles, dans le département de l'Aisne, en France.

## Localisation
L'église est située sur la commune de Faverolles, dans le département de l'Aisne.

## Historique
Inscrite à l'Inventaire général du patrimoine culturel depuis 1988.